# تشاد
تشَاد (بالفرنسية: Tchad) رسميًا (جمهورية تشاد)، هي بلد غير ساحلي تقع عند مفترق الطرق بين شمال ووسط أفريقيا، تحدها من الشمال ليبيا ومن الشرق السودان ومن الجنوب جمهورية أفريقيا الوسطى والكاميرون ونيجيريا من الجنوب الغربي والنيجر من الغرب. وهي خامس أكبر دولة في أفريقيا من حيث المساحة.
وتنقسم تشاد إلى مناطق متعددة: منطقة صحراوية في الشمال، حزام منطقة الساحل القاحلة في الوسط ومنطقة السافانا السودانية الأكثر خصوبة في الجنوب. وتعتبر بحيرة تشاد، والتي يطلق عليها اسم البلد، أكبر الأراضي الرطبة في تشاد وثاني أكبر منطقة رطبة في أفريقيا. وتعد العاصمة نجامينا، أكبر مدينة في تشاد.
واللغات الرسمية في تشاد هي العربية والفرنسية، وتشاد هي موطن لأكثر من 200 مجموعة عرقية ولغوية مختلفة. ديانات تشاد هي الإسلام (55.1٪)، تليها المسيحية (41.1٪).
في بداية الألفية السابعة قبل الميلاد، انتقلت التجمعات السكانية البشرية إلى حوض تشاد بأعداد كبيرة، وبحلول نهاية الألفية الأولى بعد الميلاد، نشأت وسقطت سلسلة من الدول والإمبراطوريات في شريط الساحل في تشاد، وركزت كل منها على السيطرة على طرق التجارة عبر الصحراء الكبرى التي مرت عبر المنطقة. احتلت فرنسا المنطقة بحلول عام 1920 ودمجتها كجزء من إفريقيا الاستوائية الفرنسية. في عام 1960، حصلت تشاد على الاستقلال تحت قيادة فرنسوا تومبالباي. بلغ الاستياء تجاه سياساته في الشمال المسلم ذروته في اندلاع حرب أهلية طويلة الأمد في عام 1965. في عام 1979، غزا المتمردون العاصمة وأنهوا هيمنة الجنوب. ثم قاتل قادة المتمردين فيما بينهم حتى هزم حسين حبري منافسيه. اندلع الصراع التشادي الليبي في عام 1978 بسبب الغزو الليبي الذي توقف في عام 1987 بتدخل عسكري فرنسي (عملية إبيرفييه). وأطاح الجنرال إدريس ديبي بحسين حبري في عام 1990. وبدعم فرنسي، بدأت عملية تحديث الجيش الوطني التشادي في عام 1991. ومنذ عام 2003، امتدت الحرب في دارفور في السودان عبر الحدود إلى زعزعة استقرار البلاد. وكافحت البلاد والشعب، الفقير بالفعل، ونزوح مئات الآلاف من اللاجئين السودانيين الذين يعيشون في المخيمات وحولها في شرق تشاد.
في حين شاركت العديد من الأحزاب السياسية في الهيئة التشريعية في تشاد، الجمعية الوطنية، إلا أن السلطة كانت في أيدي حركة الخلاص الوطني خلال رئاسة إدريس ديبي، الذي وُصف حكمه بأنه استبدادي. بعد مقتل الرئيس ديبي على يد متمردي جبهة التغيير والوفاق في أبريل 2021، تولى المجلس العسكري الانتقالي بقيادة ابنه محمد ديبي السيطرة على الحكومة وحل الجمعية.
بينما العديد من الأحزاب السياسية النشطة، والطاقة تكمن بقوة في يد الرئيس ديبي وحزبه السياسي، حركة الخلاص الوطني. تشاد لا تزال تعاني من العنف السياسي ومحاولات الانقلابات المتكررة. تشاد هي واحدة من أفقر وأكثر البلدان فسادًا في العالم، معظم سكانها يعيشون في فقر كرعاة الكفاف والمزارعين. منذ عام 2003، أصبح النفط الخام المصدر الرئيسي لعائدات التصدير في البلاد، وتحل محل صناعة القطن التقليدية.

## التاريخ
عثر في شمالي تشاد على آثار لاستيطان بشري يعود إلى القرن السابع قبل الميلاد، وشهدت تلك المنطقة زيادة مضطردة في عدد السكان، ويعدها العديدين أحد أهم المواقع الأثرية في أفريقيا. وأغلبها في إقليم بوركو إنيدي تيبستي "Borkou-Ennedi-Tibesti" ويؤرخ البعض وجودها إلى ما قبل 2000 قبل الميلاد.
يعود تاريخ تشاد إلى عصر الإمبراطوريات، حين قامت أول مملكة إسلامية في تشاد في القرن الثاني الهجري والثامن الميلادي، كان اسمها مملكة كانم شمال شرق بحيرة تشاد، ثم اتسع نفوذها في القرن الثالث الهجري حتى شمل منطقة السودان الأوسط بأكملها، إلى أن وقعت تحت الاستعمار الفرنسي بدءًا من عام 1920م إلى أن نالت استقلالها عام 1960م. وفي عام 1979 قامت الحرب الأهلية التي استمرت حتى عام 1982.

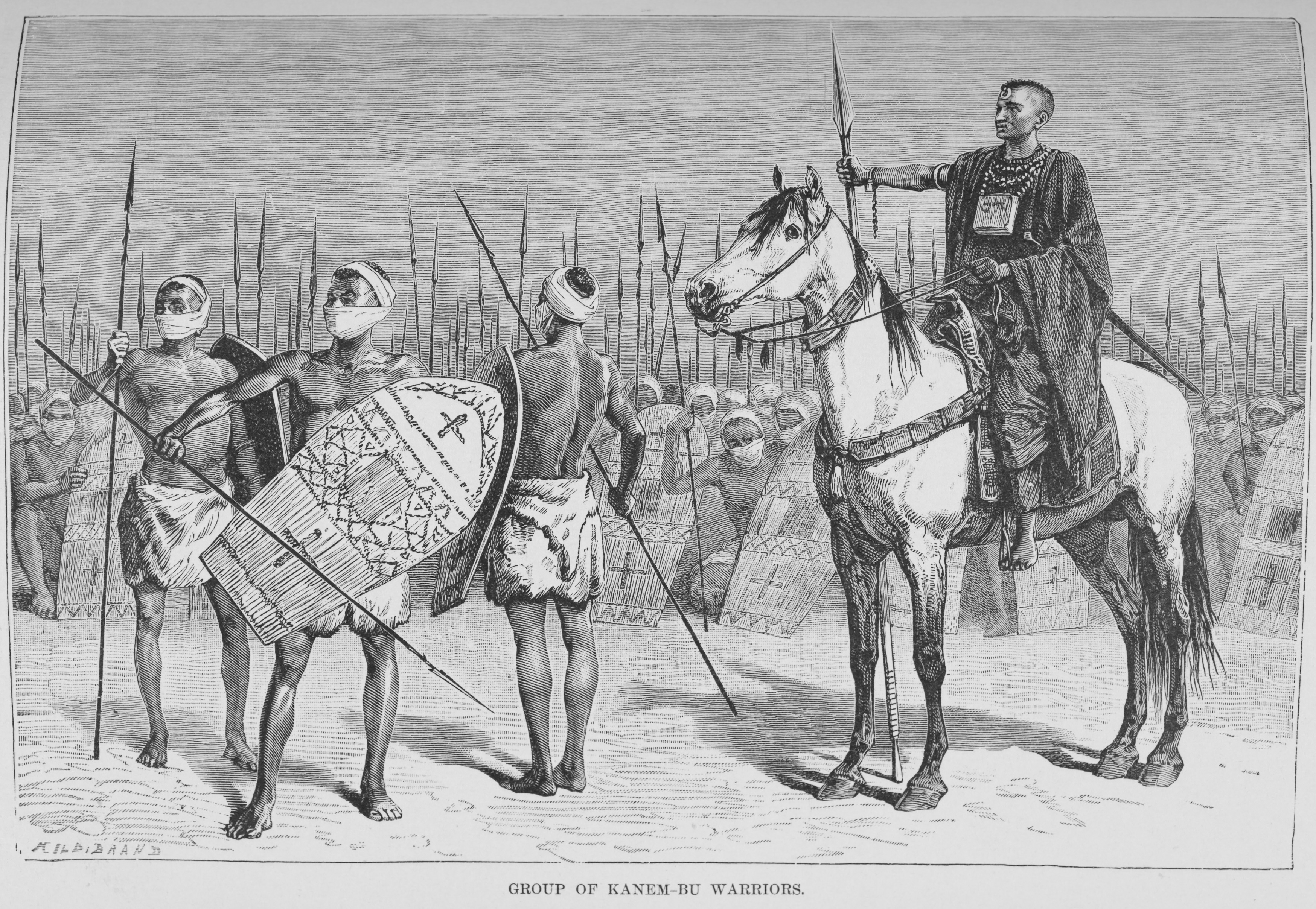
مجموعة من المحاربين كانيم-بو. في إمبراطورية كانيم-بورنو التي سيطرت تقريبا على كل ما هو اليوم تشاد.

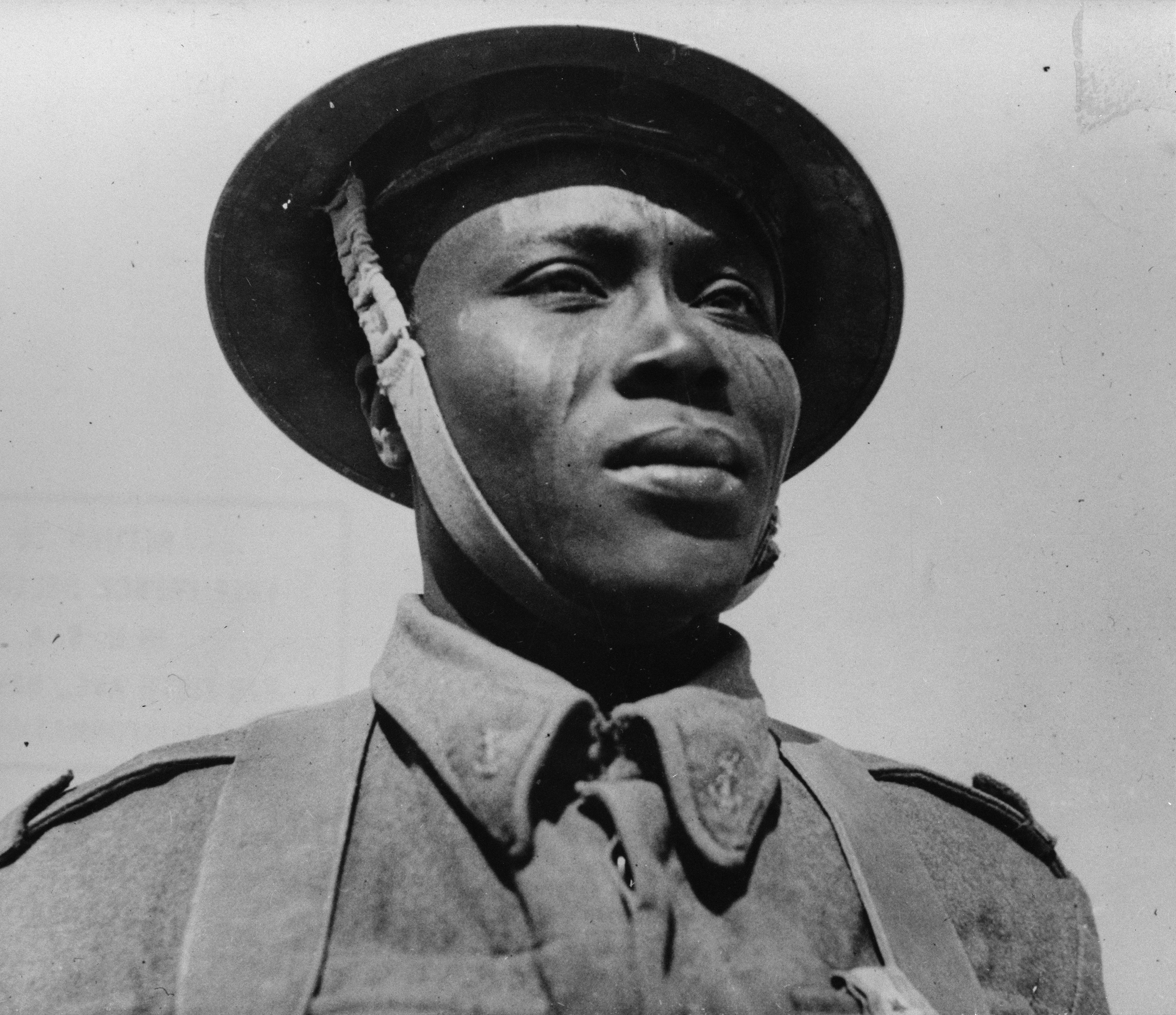
جندي تشادي مقاتل من أجل فرنسا الحرة خلال الحرب العالمية الثانية. وتضمنت قوات فرنسا الحرة 15,000 جندي من تشاد.

في عام 1962م، شكّلت مجموعة من الشماليين منظمة ثورية تسمى جبهة التحرير الوطنية، كان أغلب قادتها من المسلمين. واندلعت الحرب بينها وبين الحكومة في منتصف الستينيات مما دعا الحكومة لأن تستنجد بفرنسا عسكريًا. وفي عام 1971م، بدأت المنظمة تتلقى مساعدات عسكرية من ليبيا. وفي عام 1973م، احتلت القوات الليبية منطقة تسمى شريط أوزو على حدود تشاد الشمالية وهي منطقة يُعتقد أن بها يورانيوم.
قُتل الرئيس تومبالباي في عام 1975م. على يد الوحدات العسكرية. وأصبح فيليكس مالوم رئيسًا للنظام العسكري الجديد. استمرت الحرب إلى أن استولى الثوار على نصف الجيش التشادي عام 1978م. ثم تشكّلت عندئذ حكومة جديدة بها عدد متساوي، يمثلون الشمال والجنوب وأصبح فيها حسين حبري رئيسًا للوزراء.
لم تحل الحكومة الجديدة مشاكل تشاد، لذلك هرب الرئيس مالوم عام 1979م، وتصارعت بعد ذلك مجموعتان من القوات الثائرة على السلطة، تنتمي إحداها لحبري الذي كان في ذلك الوقت وزيرًا للدفاع. ورأس المجموعة الأخرى الرئيس الجديد كوكوني عويدي. الذي تلقى دعمًا من ليبيا. وفي عام 1980م، هُزم الجيش بقيادة حبري واستولى كوكوني على السلطة، وظلت القوات الليبية في تشاد حتى عام 1981م، عندما طالبها كوكوني بالرحيل. وقد حلت قوات حفظ السلام من منظمة الوحدة الإفريقية محل القوات الليبية، ولكنها فشلت في أن تمنع قوات حبري من الدخول ثانية إلى إنجامينا.
في يونيو 1982م، أطاح الجيش بقيادة حبري بحكومة كوكوني الذي هرب، كما انسحبت قوات حفظ السلام الإفريقية وصار حبري رئيسًا، ولكن كوكوني عاد مع قوات من ليبيا.
وفي عام 1983م، أرسلت فرنسا قوات ومعدات عسكرية لدعم حكومة حبري. ولكن قوات كوكوني والقوات الليبية احتلت شمالي تشاد بينما سيطرت قوات حبري على إنجمينا. وفي عام 1986م، اندلع الصراع بين قوات كوكوني وحلفائهم الليبيين. واتحدت قوات جيكوني مع قوات حبري، وهاجم حبري الليبيين. وفي عام 1987م، انسحب الليبيون من كل تشاد فيما عدا شريط أوزو، ووافقت الدولتان على الهدنة في أواخر عام 1987م. لكن استمر الصراع قائمًا بينهما على ذلك الشريط حتى فصلت محكمة العدل النزاع لصالح تشاد، وأعيد الشريط في 1994م لتشاد.
في ديسمبر 1990م، استطاعت مجموعة ثورية تسمى حركة الإنقاذ الوطنية من إقصاء حكومة حبري. وقامت هذه المجموعة بتشكيل حكومة جديدة برئاسة إدريس ديبي. وفي عام 1993م، عقد مؤتمر ضم كافة الأحزاب والفعاليات السياسية، وتم تشكيل حكومة مؤقتة. وفي عام 1996م، أقرت تشاد دستورًا جديدًا، وأجريت انتخابات رئاسية. وفي عام 1997م، أجريت انتخابات برلمانية، وظل إدريس ديبي رئيسًا للبلاد.
وتصاعدت أعمال العنف بصورة ملحوظة بعد اكتشاف البترول في تشاد عام 2004 وبدء عمليات تصديره، دخلت قوات أورفور بدورها في الصراع. في شهر إبريل 2006 وقبل شهر من الانتخابات الرئاسية هاجم المتمردون انجامينا بهدف السيطرة عليها، وأسفرت المواجهات بينهم وبين الجيش التشادي عن مقتل المئات، في تحرك وصفه مراقبون بأنه «تقدم مذهل للمعارضة المسلحة في تشاد».

## جغرافيا

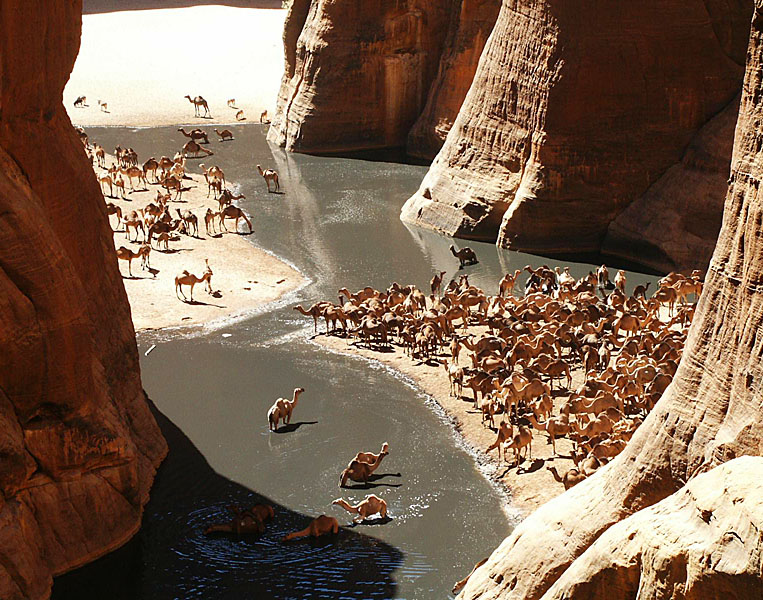
قلعة آرشي الشهيرة

خريطة تصنيف كوبن للمناخ في تشاد

تقع تشاد في شمال وسط القارة الأفريقية، تبلغ مساحتها 1,284,000 كم٢ وتحدها ست دول من الشرق السودان، ومن الشمال ليبيا ومن الغرب النيجر والكاميرون ونيجيريا ومن الجنوب جمهورية أفريقيا الوسطى. تعتبر تشاد دولة داخلية لا تطل على بحر أو محيط خارجي، ويخترق تشاد نهران هما لوغون وشاري يلتقيان في العاصمة إنجمينا ويصبان في بحيرة تشاد الواقعة شمال غرب العاصمة انجمينا.
يتكون معظم القطر من أرض صحراء جافة، وهضاب صخرية. وسلسلة جبال تبستي في شمال غربي تشاد بها أعلى قمة في البلاد وهي قمة جبل إيمي كوسي. ويبلغ ارتفاع الجبل 3,415 مترًا فوق مستوى سطح البحر. وتعزل مساحة كبيرة من السافانا في وسط تشاد الصحراء الشاسعة في الشمال، والتي تشكل جزءًا من الصحراء الكبرى عن منطقة صغيرة خصيبة جدًا في الجنوب.

### التضاريس

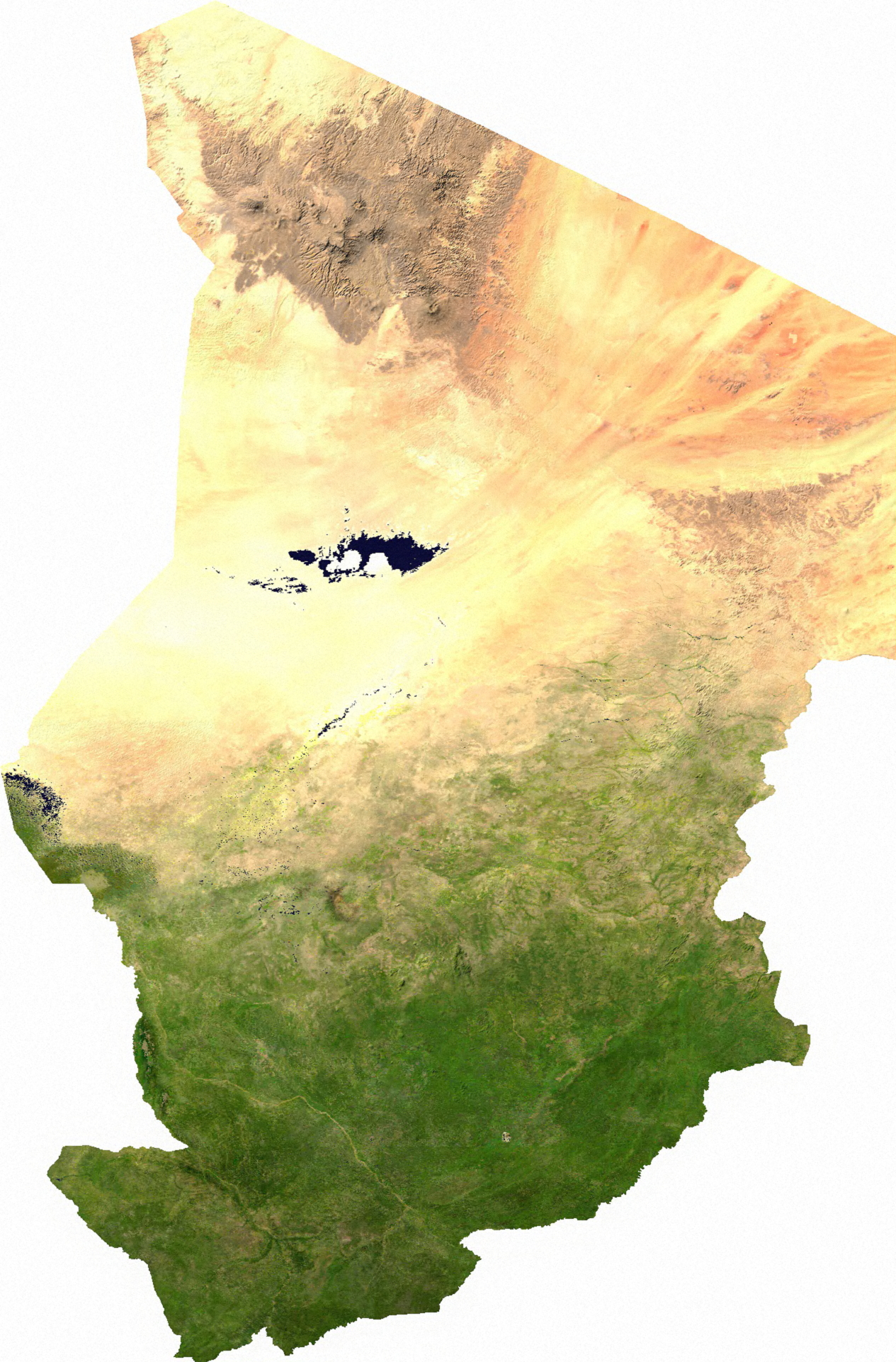
خريطة فضائية لأراضي تشاد

سطح الأرض التشادية انعكاس للوحدات البنائية التكتونية المكونة للجزء الأوسط من إفريقية، الذي يتألف من حوض داخلي ضخم يشغل المقعر (السانكلياني) التشادي، ومن أجزاء الركائز القديمة التابعة للصفيحة الإفريقية المحيطة بالحوض من جهات الشمال والشرق والجنوب إضافة إلى ركائز النيجر الواقعة في الغرب خارج حدود جمهورية تشاد. وتبعاً لذلك تنتشر في تشاد صخور تعود إلى حقبة ما قبل الكامبري إضافة إلى الصخور الاندفاعية والصخور الرسوبية من الحقب الثاني الجيولوجي في شمالي البلاد وشرقيها. أما الصخور الأوسع انتشاراً فهي العائدة إلى الحقب الرابع الجيولوجي، وأغلبها من الرمال المغشية للأراضي التشادية الداخلية والغربية وحوض نهر شاري وبحيرة تشاد.

### الحياة البرية

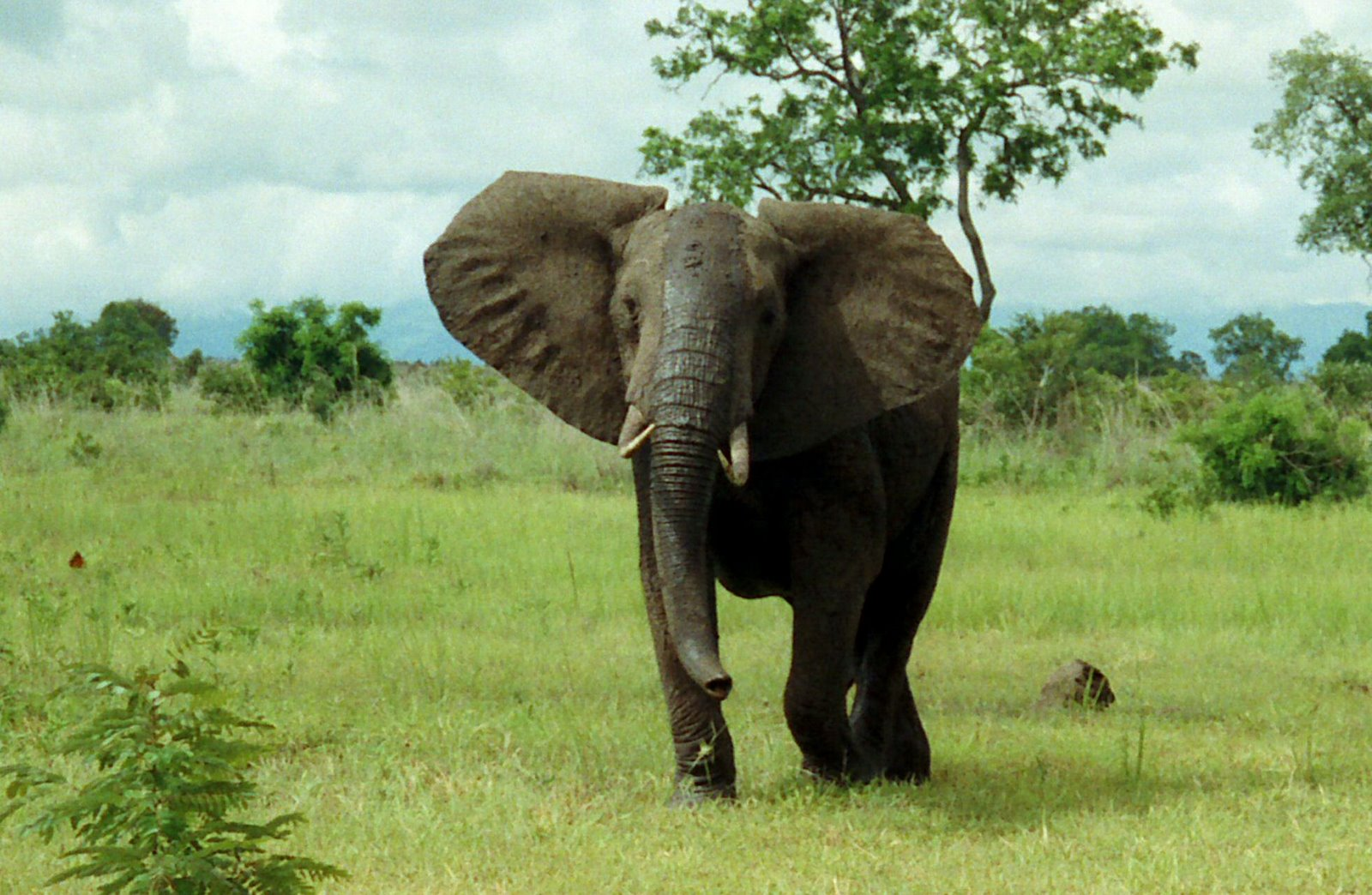
فيل الأدغال الأفريقي

## السياسة

### نظام الحكم
نظام الحكم هو نظام نظام شبه رئاسي ، وقد نالت تشاد استقلالها عن فرنسا في 11 أغسطس 1960.

### السلطة التنفيذية
وفقًا لدستور الجمهورية التشادية، الذي أقره الاستفتاء الشعبي في 31 مارس 1996، يتم انتخاب الرئيس لمدة خمس سنوات عبر اقتراع عام مباشر، وأقصى مدة لولايته هي عشر سنوات أو فترتان رئاسيتان. ويُعيِّن الرئيس رئيس الوزراء الذي يُعيِّن بدوره مجلس الوزراء. ورئيس الدولة هو نفسه القائد الأعلى للقوات المسلحة.

### السلطة التشريعية
تتمثل في المجلس الوطني الذي يتألف من 125 عضوًا، ويتم انتخابه لمدة أربع سنوات من خلال اقتراع عام مباشر. ويُقَر القانون أيضًا بمجلس الشيوخ الذي يتجدد ثلث أعضائه كل سنتين. وفي أكتوبر 1991 تم تشريع عمل المنظمات السياسية بصفة رسمية. وفي نهاية 1999 كان هناك حوالي 60 منظمة سياسية نشطة.
وأهم تلك المنظمات: حركة الوحدة والاشتراكية (ACTUS)، التحالف الوطني من أجل الديمقراطية والتنمية (ANDD)، الحركة الوطنية للسلام (MPS)، الحركة الديمقراطية الاشتراكية في تشاد (MDST)، حزب الحرية والتنمية (PLD)، المجمع الوطني للديمقراطية والتقدم (RNDP)، والاتحاد الديمقراطي الجمهوري (UDR).
ومن الجماعات المنشقة التي لا يعترف بها النظام التشادي: المجلس الديمقراطي الثوري (CDR)، جبهة تشاد للتحرير الوطني (FROL – INAT) التي تتمركز في الجزائر، جبهة تشاد الوطنية (FNT) التي تتمركز في السودان، حركة الديمقراطية للتنمية (MDD)، جيش المقاومة ضد القوات المناهضة للديمقراطية (RAFAD) ويتمركز في شمال نيجيريا، اتحاد القوى الديمقراطية (UFD).

### السلطة القضائية
المحكمة العليا هي السلطة القضائية العليا، وبالإضافة إلى المحكمة العليا توجد محكمة الاستئناف، ومحاكم القضاة، والمحاكم الجنائية، ويوجد أيضًا مجلس دستوري يقضي بأحكام نهائية في شؤون الدولة. ومن ضمن بنود الدستور التي تم التصديق عليها في عام 1996، الإقرار بإنشاء محكمة عدل عليا.

## السكان

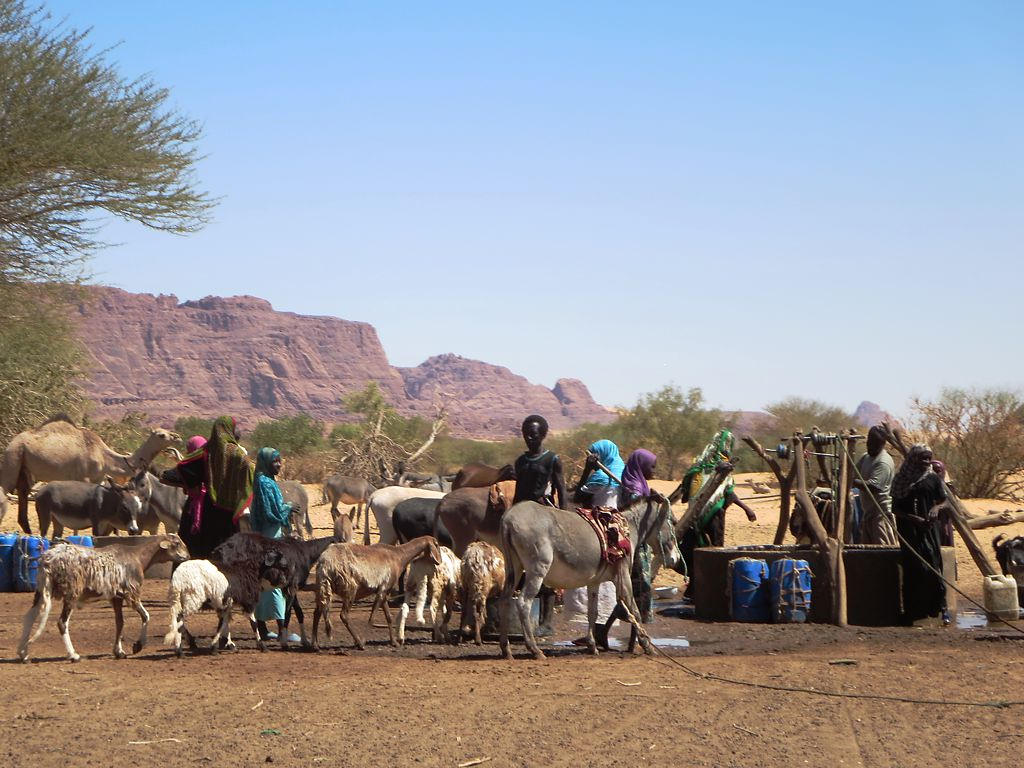
بدو التبو في جبال إنيدي جبال إنيدي

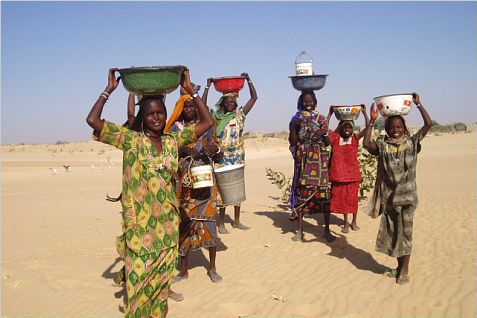
نساء في بلدة ماو

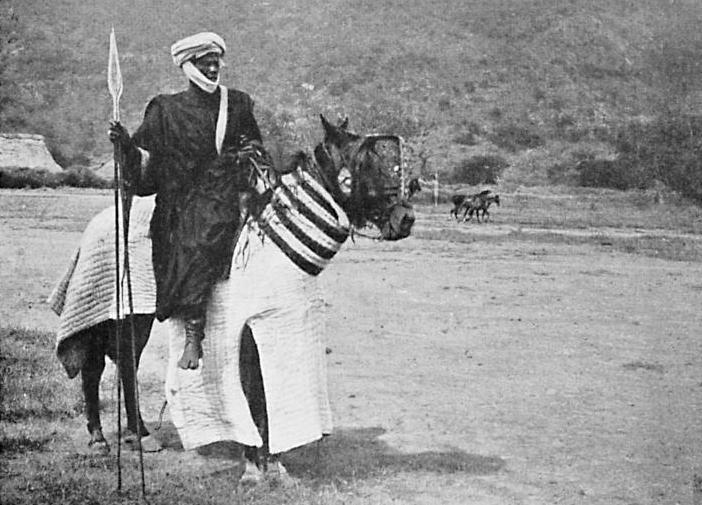
فارس عربي، 1918.

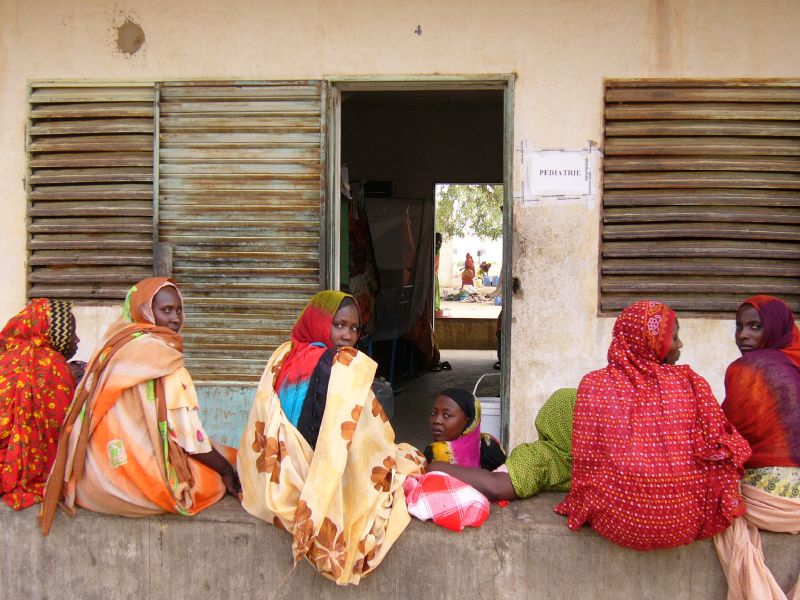
مستشفى الأمومة.

توفقًا لتوقعات وكالة الإحصاء الوطنية في تشاد، يبلغ عدد سكان البلاد في عام 2015 ما بين 13,630,252 و 13,679,203، مع 13,670,084 كتوقع متوسط؛ وبناءً على التوقع المتوسط، يعيش 3,212,470 شخصًا في المناطق الحضرية و 10,457,614 شخصًا يعيشون في المناطق الريفية. ويتميز المجتمع التشادي بالشباب حيث 47.3% من مجموع السكان تقل أعمارهم عن 15 سنة. ويقدّر معدل المواليد بـ 42.35 مولوداً لكل 1000 شخص ومعدل الوفيات بـ 16.69 أما العمر المتوقع فهو 52 سنة.
يتم توزيع سكان تشاد بشكل غير متساو. تبلغ الكثافة 0.1/كم2 (0.26/ميل مربع) في منطقة بوركو-إنيدي-تيبستي الصحراوية ولكن 52.4/كم2 (136/ميل مربع) في منطقة لوغون الغربية. وفي العاصمة أعلى من ذلك. يعيش حوالي نصف سكان البلاد في الخمس الجنوبي من أراضيها، مما يجعلها المنطقة الأكثر كثافة سكانية.
استوطن الإنسان الأراضي التشادية منذ زمن طويل، ويبدو أن بدايات الاستيطان فيها ترجع إلى عصر البلايستوسين المبكر أو الأوسط (500.000-200.000 سنة خلت)، وقد استمر إعمار المنطقة حتى اليوم، إذ يُرجح أن قوم «الكوتوبا» Kotoba من صيادي الأسماك في حوض بحيرة تشاد اليوم هم أحفاد «الساو» أصحاب حضارة تشادية قديمة.
يعيش أغلب السكان في الجزء الجنوبي الخصيب، أما معظم الجزء الشمالي من تشاد فصحراء. إن الفروق السياسية والاجتماعية والدينية بين قبائل الشمال وقبائل الجنوب، جعلت الدولة في حالة حروب أهلية مستمرة منذ منتصف الستينيات. وبسبب الحروب الأهلية، ونقص الكثير من الموارد الاقتصادية، فإنها تعدّ إحدى أكثر الدول المتخلفة في العالم. لقد أدت الفجوة في التعليم، والنمو الاقتصادي بين سكان الشمال وسكان الجنوب إلى زيادة الصراع بينهما. يعتقد سكان الشمال، بأنهم لا يحظون بنفس الفرص التي تتوافر لدى سكان الجنوب.
ينتمي التشاديون إلى مجموعات عرقية متنوعة. والعربية والفرنسية هما اللغتان الرسميتان للدولة، ومع ذلك فإن معظم سكان تشاد يتحدثون لغاتهم المحلية، ولا يعرف القراءة والكتابة إلّا حوالي سُدس البالغين. يعيش ما يزيد على ثلاثة أرباع سكان تشاد في الريف (78%) ويعملون مزارعين أو رعاة. ويعيش الباقون في إنجمينا والمدن الأخرى، حيث يعمل أكثرهم مزارعين. أغلب السكان في شمالي تشاد من العرب ذوي البشرة السمراء، أو أعضاء في مجموعة توبو العرقية الإفريقية ويعمل معظمهم في تجارة الماشية. ويسافرون في الصحراء في فرق صغيرة مع قطعان مواشيهم، ويصنعون الخيام من العصي والسجاد المنسوج.
يعد تعدد الزوجات أمر شائع حيث تعيش 39٪ من النساء في مثل هذه الزيجات. وهذا ما يقره القانون الذي يسمح تلقائيًا بتعدد الزوجات ما لم يحدد الزوجان أن هذا غير مقبول عند الزواج. وعلى الرغم من أن العنف ضد المرأة محظور إلا أن العنف المنزلي شائع. يُحظر أيضًا "تشويه الأعضاء التناسلية للإناث" لكن ختان الإناث منتشرة على نطاق واسع ومتأصلة في التقاليد؛ حيث تخضع 45% من النساء التشاديات للختان، وتبلغ أعلى المعدلات بين العرب والهاجراي والواديين (90% أو أكثر). تم الإبلاغ عن نسب أقل بين السارة (38%) والتبو (2%). وتفتقر النساء إلى فرص متساوية في التعليم والتدريب، مما يجعل من الصعب عليهن التنافس على الوظائف القليلة نسبياً في القطاع الرسمي. على الرغم من أن قوانين الملكية والميراث المستندة إلى القانون الفرنسي لا تميز ضد المرأة، فإن القادة المحليين يحكمون في معظم قضايا الميراث وفقًا للممارسات التقليدية أو الشرعية.

### التركيب العرقي
يتألف سكان تشاد من عدد كبير من المجموعات الإثنية ومن اللغات واللهجات والأديان، نتيجة قدم إعمار المنطقة، وبسبب موقعها الجغرافي المتوسط جسراً بين الصحراء وعالم البحر المتوسط في الشمال، وبلدان الغابات المدارية ـ الاستوائية في الجنوب. وعلى تعقيد التركيب العرقي ـ الإثني الذي يضم نحو 200 فئة إثنية، يمكن تصنيفها في ثلاث مجموعات هي:
- مجموعة السارا: وموطنها الجنوب المداري الرطب في حوضي الشاري واللوغون وجنوب البحيرة. وتفرعات السارا القبلية كثيرة يتكلمون لغات سودانية وسطى تنتمي إلى العائلة اللغوية النيلية ـ الصحراوية، وهم من العنصر الزنجي تنتشر بينهم عادة تعدد الزوجات. ومن جيرانهم قبائل اللاكا، والمبوم، والغولا، والتوماك، والتانغال.
- مجموعة قبائل النطاق المداري شبه الجاف: وتضم أقواماً كثيرة من أصول مختلفة محلية إفريقية ووافدة، منهم قبائل الباما من الباغِرمي مؤسسي مملكة باغرمي، وكذلك قبائل الكانوري والفولاني والهوسا والعرب. وتنتمي إلى هذه المجموعة قبائل الكاتوكو واليدينا (أو البودوما) والكوري والكانمبو واللازا والكريدا، والعرب الرحل الذين تتزايد أعدادهم باتجاه الشمال والشمال الشرقي في منطقتي وداي وكانم، وأغلبهم من أصول ليبية. ومن أقوام هذه المجموعة قبائل البولالا والكوكا والميدوغو من السكان المستقرين، وكذلك المابا والتاما وغيرهما.
- مجموعة التوب (الكرى ـ الدازا): وموطنها جبال تيبستي وهضاب إيندي ـ بوركو في شمالي تشاد وشمال شرقيها، وأفرادها من أصول نيلية ـ سوداء، وتؤلف نحو 2% من مجموع سكان البلاد بحر غزال.

### الشمال
يرتدي الرجال في شمالي تشاد ملابس فضفاضة وأغطية للرأس غالبًا، كما يلف بعض الرجال قطعًا من القماش الأبيض على وجوههم للحماية من العواصف الرملية. كما تلف النساء، أنفسهن بقطع من القماش زرقاء فاتحة أو سوداء. وأهل الشمال يربون الماشية والجمال والماعز والأغنام. واللبن واللحم أهم عناصر الغذاء الرئيسية. كما يأكل الشماليون التمور والخضراوات التي تزرع في الواحات والقرى. واللغة العربية أكثر اللغات انتشارًا في الشمال كما أن معظم السكان مسلمون. ويلتحق بالمدارس أقل من عُشر الأطفال في سن المدرسة. ومعظم السكان في جنوبي تشاد إفريقيون سود من مجموعات عرقية متنوعة. أكبر هذه المجموعات، السارا وتعيش أساسًا في أقصى الجنوب.

### الجنوب
يزرع سكان الجنوب القطن وأنواعًا عديدة من المحاصيل الغذائية. ومعظمهم مزارعون مستقرون، والمحصول الرئيسي النقدي هو القطن. ويعيش المزارعون في أكواخ دائرية مبنية إما من الطوب اللبِن أو الطين المجفف وتُسقف بالقش. وبعض الأكواخ مبنية من القش فقط. يرتدي الرجال عادة سراويل من القطن أو سراويل قصيرة وقمصانًا فضفاضة. ولكن النساء عادة يرتدين ملابس ذات ألوان زاهية وثوبًا هو عبارة عن قطعة واحدة من القماش. تتكون وجبة سكان الجنوب أساسًا من الدخن والذرة الرفيعة والأرز. وقد تحتوي الوجبات أحيانًا على الخضراوات والسمك أو اللحوم.
وتعتبر لغة سارا، أكثر اللغات انتشارا في الجنوب، ولكن هناك لغات أخرى كثيرة. ويعتنق أغلب السكان في الجنوب ديانات إفريقية تقليدية، لكن كثيرًا منهم اعتنق المسيحية على أيدي المبشريين، الذين أدخلوا المسيحية في البلاد، وبدؤوا أيضاً النظام التعليمي في المدارس.
ساعد انتشار التعليم في الجنوب على أن يكون لسكان هذا الإقليم السيطرة والسيادة في تشاد. ويتركز حوالي 80% من مدارس تشاد الابتدائية والثانوية في مناطق يعيش فيها الذين يتكلمون لغة السارا. وأغلب رجال الأعمال والمدرسين والحرفيين وموظفي الحكومة، يأتون أيضا من تلك المنطقة. كما يحتوي الجنوب أيضِا على معظم مدن تشاد ومصانعها.

### الديانات
| توزع الديانات في تشاد | توزع الديانات في تشاد | توزع الديانات في تشاد | توزع الديانات في تشاد | توزع الديانات في تشاد |
| --------------------- | --------------------- | --------------------- | --------------------- | --------------------- |
| الديانة               | الديانة               |                       | نسبة مئوية            | نسبة مئوية            |
| الإسلام               | الإسلام               |                       | 55%                   | 55%                   |
| كاثوليك               | كاثوليك               |                       | 22%                   | 22%                   |
| بروستانت              | بروستانت              |                       | 18%                   | 18%                   |
| إلحاد                 | إلحاد                 |                       | 3%                    | 3%                    |
| ديانات شعبية          | ديانات شعبية          |                       | 1%                    | 1%                    |
| أخرى                  | أخرى                  |                       | 1%                    | 1%                    |

تشاد هي أحد دول وسط القارة الأفريقية وتعتبر همزة الوصل بين الدول الواقعة في شمال أفريقيا وآسيا ودول الجنوب والغرب الأفريقي كما أنها كانت من أهم المناطق الإسلامية في أفريقيا حيث أن موقعها الإستراتيجي بين الدول العربية والأفريقية قد جعلها ملتقى لكثير من الحضارات الإسلامية والأفريقية بصفه عامة. وقد دخل الإسلام إلى تشاد شمالا عن طريق تجار التبو وشرقا عن طريق تجار من الوداي وأهل السودان وذلك خلال قرن الثالث عشرة ميلادية وكان الدعاة قد جعلوها نقطة انطلاق لكثير من قوافل نشر الدعوة الإسلامية، نسبة المسلمين اليوم في تشاد 55% والمسيحيين 40% من مجموع السكان والبالغ حوالي 9,758,000 نسمة والبقية من معتقدات محلية ووثنية.

## الاتصالات
الهاتف، التلغراف، التلكس، الإنترنت، هذه هي وسائل الاتصال التي تربط معظم مدن الدولة مع العالم الخارجي، نظام الاتصالات أساسي ومكلف، حيث تقدم شركة الهاتف الحكومية SotelTchad خدمات الهاتف الثابت. في عام 2000، كان هناك 14 خط هاتف ثابت فقط لكل 10000 نسمة في البلاد، وهي واحدة من أدنى كثافة الهاتف في العالم. والبنوك في تشاد 6 بنوك رئيسية وليست هناك قيود على العملة الأجنبية.

## المواصلات
تقتصر شبكة المواصلات في تشاد على شبكة الطرقات البرية للسيارات فقط، وعلى شبكة مواصلات نهرية وجوية. وأغلب الطرقات البرية البالغ طولها أكثر من 30,000 كم غير معبدة وغير صالحة للسير في موسم الأمطار، أما المعبّد منها فلا يزيد على 13 ألف كم، منها أربع طرقات تربطها بالدول المجاورة وتنتهي في موانئ الأطلسي. وتوفر الأنهار وسيلة مواصلات رخيصة في جنوبي تشاد، والمجرى الوحيد الصالح للملاحة على مدار السنة هو مجرى نهر الشاري بين نجامينة وبحيرة تشاد. وتمتلك تشاد شركة طيران وطنية متواضعة تؤمن النقل والسفر بين العاصمة وعدد من المدن برحلات منتظمة، وفي البلاد نحو 67 مهبط طائرات، أربعة منها مجهزة لاستقبال الطائرات الكبيرة، أهمها مطار العاصمة الدولي.

### الخطوط الجوية
مطار دولي في انجامينا ومطار في أبشي بالإضافة إلى حوالي 18 مهبط مفتوح للطائرات.

### شبكة الطرق

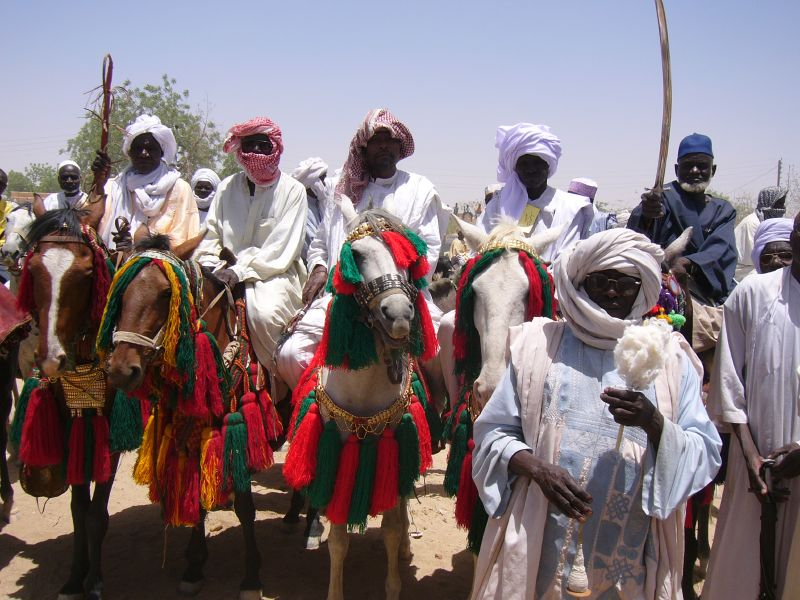
وفد قبلي

31,322 كلم منها 19,463 طرق وعرة
ولا توجد خطوط للسكك الحديدية.

## الاقتصاد

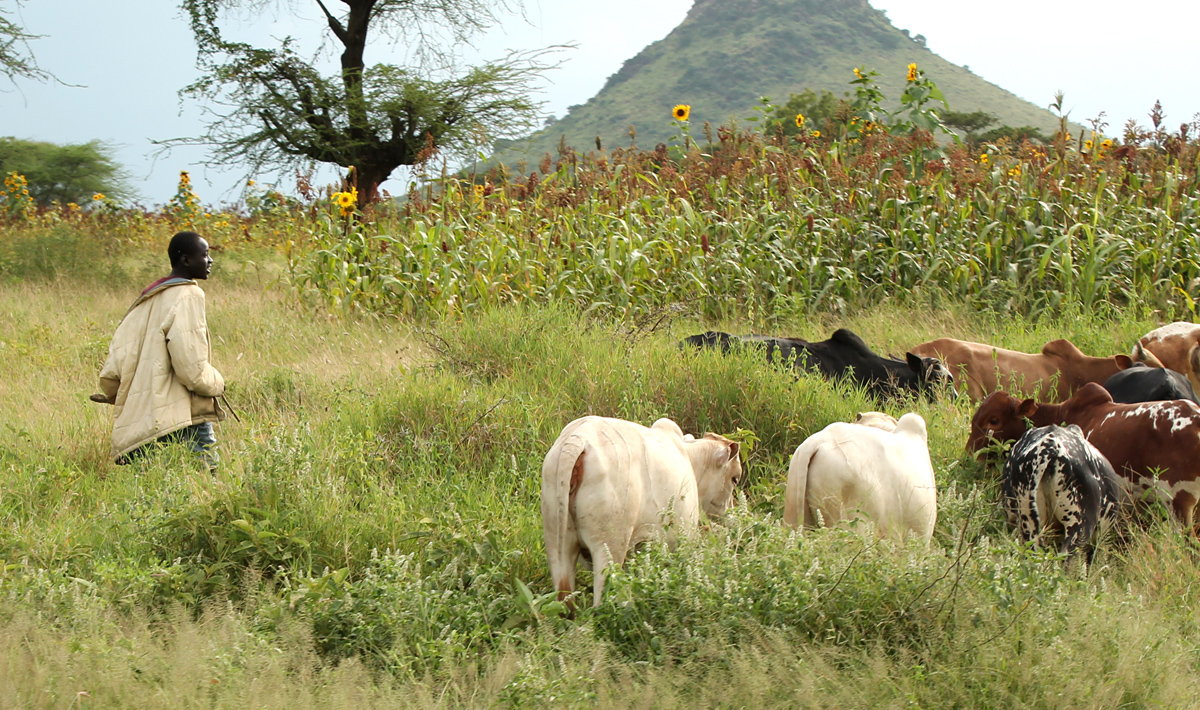
رعي المواشي في تشاد

تعتمد تشاد على الإنتاج الزراعي والحيواني في اقتصادها إضافة إلى الدخل الناتج من الجمارك والبترول. تصل نسبة الأمية بين البالغين (15 سنة وما فوق) لنحو 54.2% من السكان، ويبلغ عدد سكان تشاد 8.3 ملايين نسمة في عام 2002، ويتوقع أن يصل عدد السكان في عام 2015 لنحو 12.1 مليون نسمة. ولا يحصل 73% من السكان على المياه النقية الصالحة للشرب، ويفتقد نحو 71% من السكان لمرفق الصرف الصحي الآمن، كما أن الناتج المحلي الإجمالي في عام 2002 بلغ ملياري دولار، يصل نصيب الفرد منه 240 دولارا أمريكيا، وكان متوسط معدل النمو للناتج المحلي الإجمالي خلال الفترة 1990 –2002 بالسالب بمقدار 0.5%.
لذلك يصل معدل الفقر بين السكان لنحو 64% يعيشون تحت خط الفقر بأقل من دولارين في اليوم، ولكن هناك بعض التقديرات تشير لتحسن الناتج المحلي الإجمالي بعد الشروع في تنفيذ خط أنابيب نقل البترول والبدء في تصديره؛ حيث قدر معدل النمو في الناتج المحلي الإجمالي في عام 2004 بـ 31% مقارنة بـ 9.7% في عام 2003.
كما تمثل المساعدات الدولية الرسمية لتشاد نحو 11.6% من ناتجها المحلي الإجمالي حسب تقديرات عام 2002 بما يعادل نحو 233 مليون دولار سنويًا. وحسب تقديرات مؤشر التنمية البشرية العالمي تحتل تشاد مرتبة متدنية بين 177 دولة شملها المؤشر؛ إذ أتت في المرتبة 167.
وبالإضافة إلى مشكلات تشاد الاقتصادية تأتي قضية اللاجئين السودانيين الذين يقدر عددهم بنحو 200 ألف لتزيد من أعباء الاقتصاد في تشاد؛ وهو ما جعلها تطلب المساعدات من المؤسسات الدولية لمواجهة تكاليف معيشة هؤلاء اللاجئين، وخاصة أن معسكراتهم تعاني من حالة اضطراب فيما بينهم تستدعى تواجدا أمنيا مستمرا.

### الناتج المحلي ودخل الفرد
إجمالي الناتج المحلي
1.2 مليار دولار في العام، وفي 2005 قدرت القوة الشرائية ماقيمته 1500 دولار أمريكي. في أواخر شهر أغسطس 2006 صدر قرار رئاسي في تشاد بطرد شركة بترول أمريكية وأخرى ماليزية من الكونسورتيوم الذي يقوم بعمليات الإنتاج للبترول هناك، وأعلنت الحكومة عن إنشاء شركة وطنية تقوم على أمر إنتاج البترول.

### الثروة المعدنية
تتمتع تشاد ببعض الثروات المعدنية مثل البترول والذي بدأ تصديره عام 2003 وهناك مخزون هائل من الذهب والحديد واليورانيوم والزنك والرخام والذي لم تستفد منه الدولة حتى الآن.
وقع البنك الدولي اتفاقاً يلزم حكومة تشاد بإنفاق 85% من عوائد وأرباح البترول على مشروعات من شأنها تخفيف حدة الفقر في مجالات البنية الأساسية والتعليم والصحة، و5% لتنمية المناطق المحيطة بحقول إنتاج البترول، و10% تودع في صندوق خاص من أجل الأجيال  كما يتضمن هذا الاتفاق وجود هيئة مشرفة على تنفيذ الاتفاق مكونة من البرلمان والحكومة والمحكمة العليا ومؤسسات المجتمع المدني. ويوفر هذا الاتفاق 80 مليون دولار سنويًا لخزانة الدولة في تشاد على مدار الـ 25 سنة القادمة، من خلال حصول تشاد على ما يعادل 50% من عوائد إنتاجها من البترول وتحصل الشركات المنتجة على 50% أيضًا. مع وصول أول مبلغ من عوائد البترول ليد الحكومة في تشاد تم توجيهه لشراء أسلحة بمبلغ 4.5 ملايين دولار، اتخذ البنك الدولي قرارا بتجميد القروض المقدمة لحكومة تشاد، وأيضًا تجميد نصيبها من عوائد البترول لدى الشركات المنتجة، وانتهت المحادثات إلى تخصيص ما يعادل 70% على التنمية، وتفويض الحكومة في تشاد في ضم 30% إلى الميزانية الحكومية.

### فرص الاستثمار
أولاً في القطاع الزراعي (تصدير المحاصيل الزراعية) صمغ عربي – فول سوداني – سمسم –دخن- ذرة وكذلك تصدير الثروة السمكية الهائلة التي تذخر بها بحيرة تشاد.
ثانياً في القطاع الصناعي صناعة العصائر – السكر – الزيوت – اللحوم – الغزل والنسيج – دباغة الجلود مشتقات الألبان الأسماك والصناعات البتر وكيماوية (في المستقبل القريب) والصناعات التحويلي
ثالثاً في القطاع الخدمي صناعة السياحة والفندقة الاتصالات والمواصلات – مقاولات البناء – الطاقة الكهربائية – النقل الجوي.

### أهم المنتجات الزراعية
الأرز – القطن – الذرة – قصب السكر – الفول السوداني– السمسم – الصمغ العربي – وبعض الفواكه كالمانجو والبرتقال.
كما تذخر تشاد بثروة حيوانية هائلة من الأبقار والأغنام والإبل وتعتبر المصدر الوحيد للحوم لدول وسط وغرب أفريقيا، وكذلك تصدرها لبقية دول العالم.

## ثقافة
بسبب تنوعها الكبير من الشعوب واللغات، تمتلك تشاد تراثًا ثقافيًا غنيًا. وقد عملت الحكومة التشادية بنشاط على تعزيز الثقافة التشادية والتقاليد الوطنية من خلال افتتاح المتحف الوطني التشادي والمركز الثقافي التشادي. يتم الاحتفال بستة أعياد وطنية على مدار العام، وتشمل الأعياد المنقولة عطلة إثنين عيد الفصح المسيحية والأعياد الإسلامية لعيد الفطر وعيد الأضحى والمولد النبوي.
| التاريخ     | الاسم العربي            |
| ----------- | ----------------------- |
| 1 يناير     | عيد رأس السنة           |
| 1 شوال      | عيد الفطر               |
| 1 مايو      | عيد العمال              |
| 25 مايو     | عيد تحرير إفريقيا       |
| 11 أغسطس    | عيد الاستقلال           |
| 1 نوفمبر    | عيد جميع القديسين       |
| 28 نوفمبر   | عيد الجمهورية           |
| 1 ديسمبر    | عيد الحرية والديمقراطية |
| 25 ديسمبر   | عيد الميلاد             |
| 10 ذي الحجة | عيد الأضحى              |

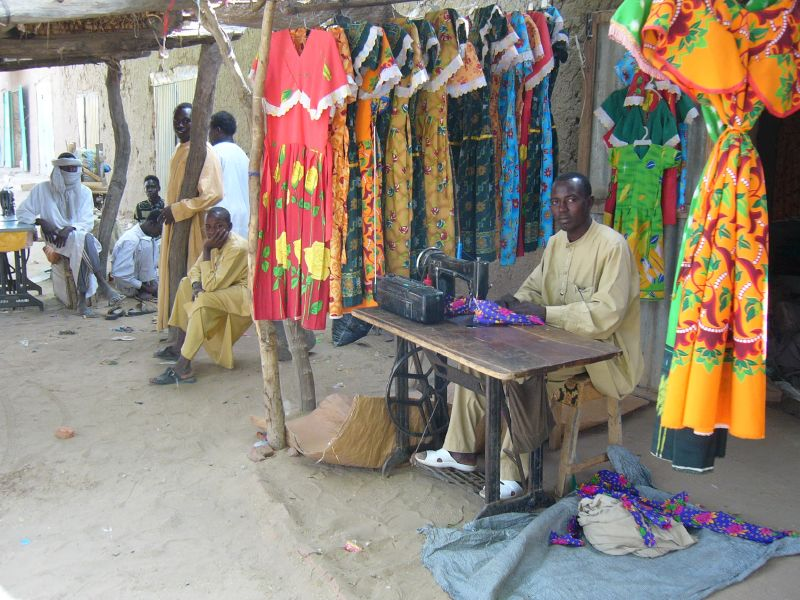
خياط تشادي يبيع الفساتين التقليدية

تتصف الحياة الثقافية في تشاد بالتنوع الفلكلوري الشعبي، نتيجة تنوع السكان وكثرة المجموعات الإثنية وموروثها الثقافي في الفنون والآداب (المرويات) والرقص والغناء والرسم وفي العمران والعادات والتقاليد والطقوس الوثنية. وقد شجعت الدولة النشاطات الثقافية ودعمت مؤسساتها، كما اهتمت بالمتحف الوطني لما قبل التاريخ وللأسلحة التقليدية والأدوات الحجرية وغيرها، واهتمت بتشجيع السياحة الثقافية إلى مواقع حضارية في البلاد، مثل أماكن الرسوم الصخرية وغيرها. ويعمل المركز الثقافي التشادي على إحياء التقاليد المحلية والوطنية، لكن ذلك كله مرتبط بتوافر الإمكانات المادية والفكرية المعنوية، ويتأثر بمعاناة البلاد من الحروب والصراعات والمجاعات، إذ إن اهتمامات الدولة والسكان منصرفة أولاً إلى العمل على البقاء وتحسين الأوضاع المعاشية والخدمية للسكان.
في سنة 2009 تحولت العاصمة التشادية انجامينا إلى عاصمة الثقافة الإسلامية عن المنطقة الأفريقية، وفي نفس السنة أطلقت جمهورية تشاد أول قناة فضائية لتدخل عالم البث الفضائي لأول مرة في تاريخها، قناة تيلي تشاد، والتي تعتبر القناة التليفزيونية الوحيدة الموجودة في تشاد.
وقد برز في تشاد عددًا من الكتاب والشعراء، ففي الشعر برز إبراهيم الكانمي، وعبد الحق السنوسي، ومحمد طاهر المجبري، وعباس عبدالواحد، وعيسى عبدالله، وحسب الله مهدي فضله، ومحمود شريف، وفي الرواية برز آدم يوسف، وطاهر النور، وموسى شاري، وروزي جدي..الخ.

## وصلات خارجية
- موقع الحكومة الرسمي (بالفرنسية)

1. ↑  بحكم الأمر الواقع.[6]